# 渭河

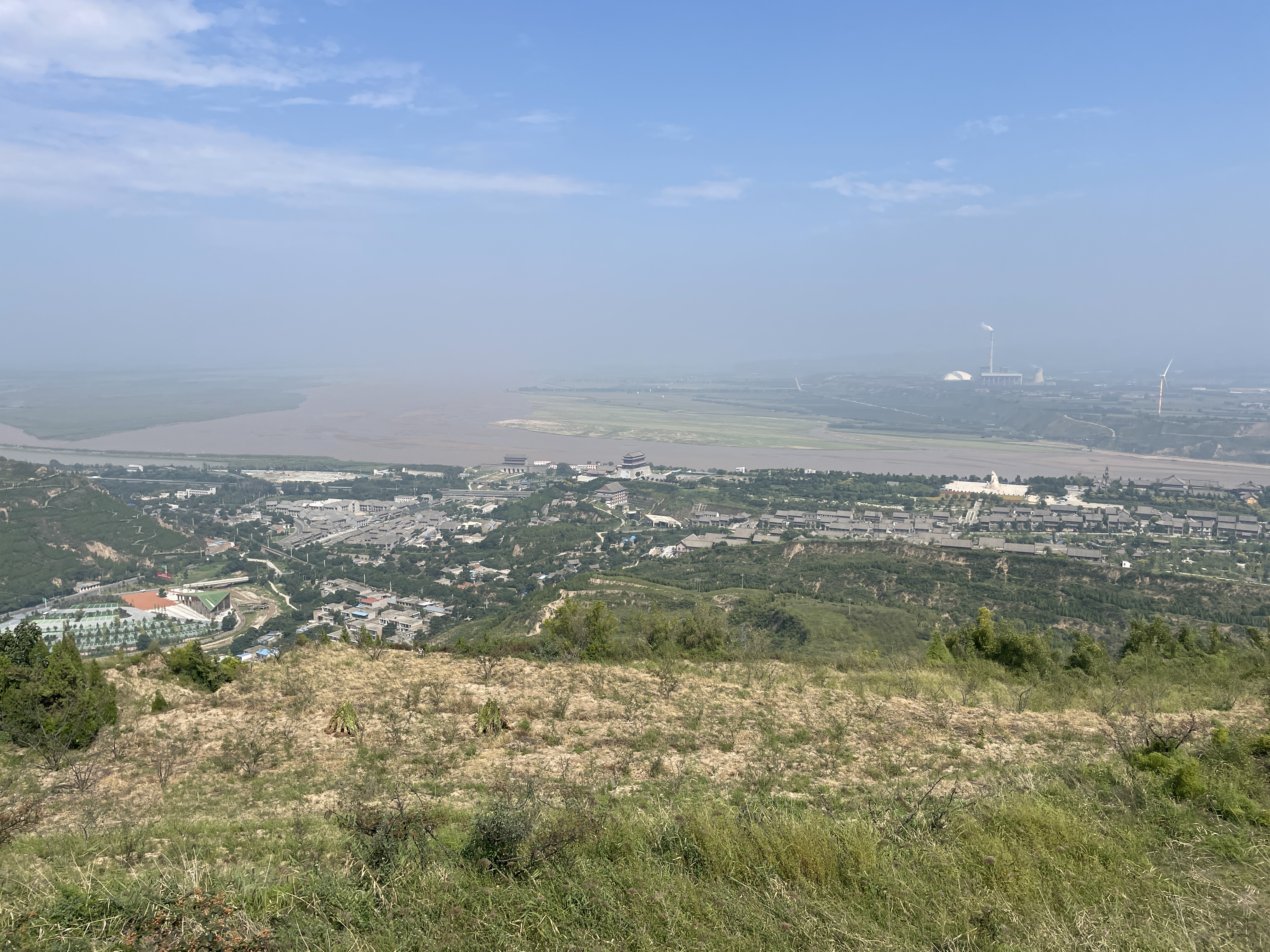
渭河于潼关汇入黄河

渭河，古称渭水，是黄河的第一大支流。发源于中国甘肃省渭源县的鸟鼠山东侧和西秦岭北侧，主要流经今甘肃省的天水、陕西省关中平原的宝鸡、咸阳、西安、渭南等地，至渭南市潼关县汇入黄河，全长约818公里。 渭河流域包括甘肃、宁夏、陕西三省区，总面积134766平方公里，其中陕西占50%，甘肃占44%。渭河南有东西走向的秦岭横亙，北有六盘山屏障。渭河流域可分为东西二部：西为黄土丘陵沟壑区，东为关中平原（又叫渭河平原）区。
渭河上游以及北岸泾河、洛河等支流，流经黄土高原，携带大量泥沙。
在甘肃省境内，渭河主要支流有秦祁河、大咸河、散渡河、义陇河、榜沙河、散渡河、葫芦河、藉河、牛头河等。
陕西省境内渭河流域右岸南山支流较多，从西到东有清姜河、清水河、石头河、西汤峪、黑河、涝峪河、新河、沣河、皂河、灞河、零河、湭河、赤水河、遇仙河、罗纹河、罗敷河等，大都水清、源短、流急，较长的黑河125公里，灞河104公里，其余皆不足百公里。左岸为黄土阶地原区，支流稀少，从西向东有通关河、小水河、金陵河、千河、漆水河、泾河、石川河、洛河等，大多水量相对较小而含沙量很大，流长在百公里以上。
在西安咸阳地区的渭河河段及其在这一地区的八条支流构成了自古以来著名的八水绕长安，说明关中地区在古时候的优越的自然条件。

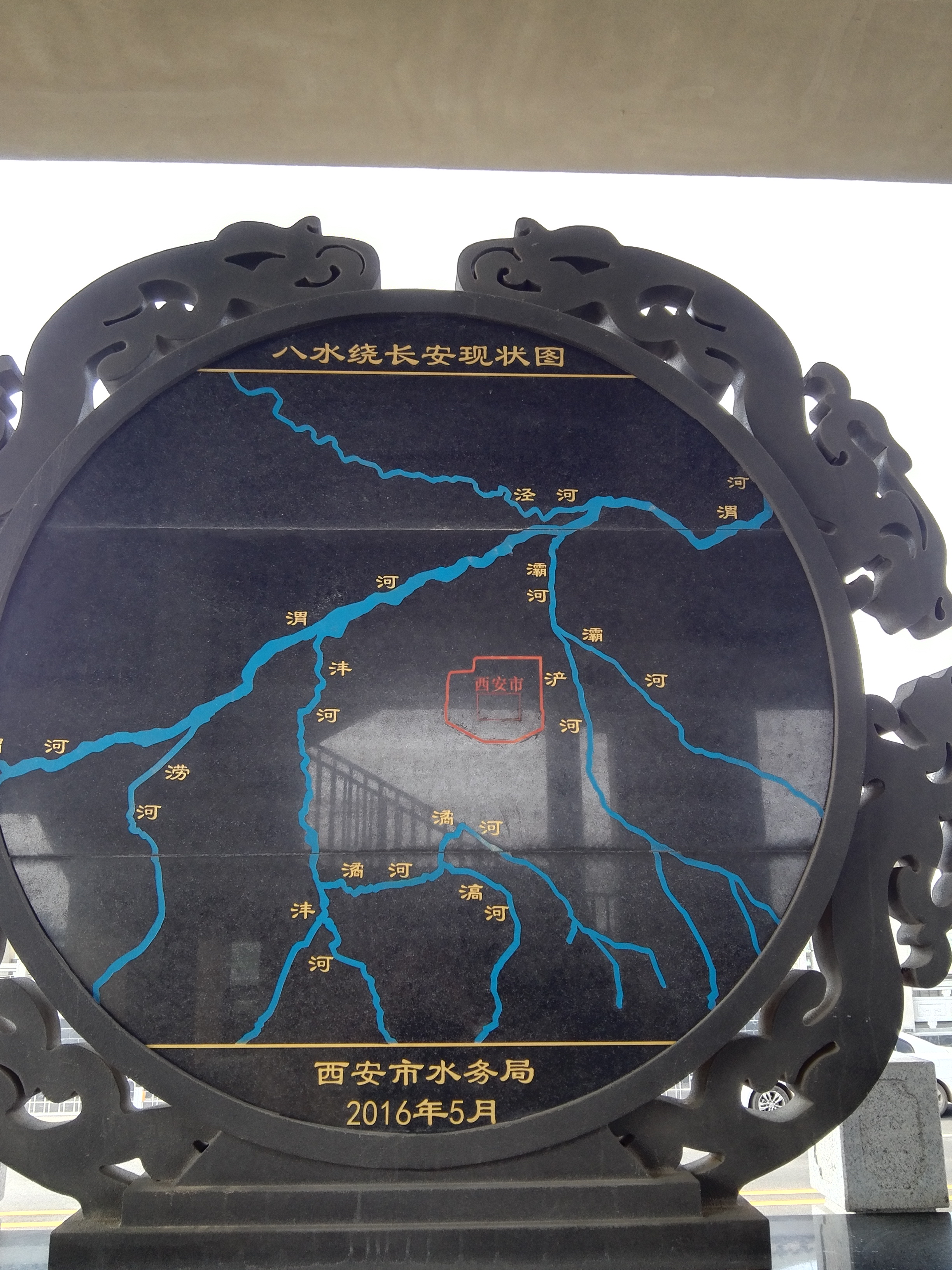
地图描绘了八水绕长安的八条河流的分布

中國古代歷代為了灌溉和水運的目的，修築了渠道。公元前246年，秦朝的鄭國渠引涇河到洛河、漕渠，漢武帝時的白公渠引涇河到渭河、涇惠渠、渭惠渠、洛惠渠等水道，這些渠道主要集中在渭河的中下游。

## 詩經典籍中的渭水
- 〈詩經·國風·秦風·渭陽〉

我送舅氏，曰至渭陽，何以贈之，路車乘黄；
我送舅氏，悠悠我思，何以贈之，瓊瑰玉佩。
- 〈列子·湯問〉

夸父不量力，欲追日影，逐之于隅谷之际。渴欲得饮，赴饮河渭。河渭不足，将走北饮大泽。未至，道渴而死。弃其杖，尸膏肉所浸，生邓林。邓林弥广数千里焉。
- 〈山海經·海內東經〉

又西二百二十里，曰鸟鼠同穴之山，其上多白虎、白玉。渭水出焉，而东流注于河。
- 〈山海經·海外北經〉

夸父与日逐走，入日；渴，欲得饮，饮于河渭；河渭不足，北饮大泽。未至，道渴而死。弃其杖，化为邓林。
- 〈史記·周本紀〉　司馬遷

公刘…务耕种，行地宜，自漆、沮度渭，取材用。
- 〈史記·齊太公世家〉　司馬遷

於是周西伯獵，果遇太公渭之陽，與語，大說，曰:「自吾先君太公曰『當有聖人適周,周以興』。子真是邪?吾太公望子久矣。」
- 〈史記·秦本紀〉　司馬遷

有新生嬰兒曰「秦且王」。悼武王生十九年而立。立三年，渭水赤三日。
- 〈史記·留侯世家〉　司馬遷

留侯曰：「雒陽雖有此固，其中小，不過數百里，田地薄，四面受敵，此非用武之國也。夫關中左殽函，右隴蜀，沃野千里，南有巴蜀之饒，北有胡苑之利，阻三面而守，獨以一面東制諸侯。諸侯安定，河渭漕輓天下，西給京師；諸侯有變，順流而下，足以委輸。此所謂金城千里，天府之國也，劉敬說是也。」於是高帝即日駕，西都關中。
- 〈水經注〉　酈道元

《洪範五行傳》云：「赤者，火色也；水盡赤，以火沴水也。」渭水，秦大川也；陰陽亂，秦用嚴刑，敗亂之象。
- 〈淮南子·墬形训〉　劉安

汾水蒙浊而宜麻，泲水通和而宜麦，河水中浊而宜菽，雒水轻利而宜禾，渭水多力而宜黍，汉水重安而宜竹。
- 〈漢書·卷六·武帝紀第六〉　班固

六年冬，初算商車。李奇曰：「始稅商賈車船，令出算。」 春，穿漕渠通渭。匈奴入上谷，殺略吏民。
- 〈漢書·沟洫志〉　班固

武帝元光六年，鄭當時為大司農，言異時關東漕粟，從渭上，度六月罷，而渭水道，九百餘里，時有難處，引渭穿渠，起長安，旁南山下至河三百餘里，徑易。
- 〈三輔決錄〉 赵岐

安陵清者，有項仲山，飲馬渭水，每投三錢。
- 〈見渭水思秦川〉　岑參

渭水東流去，何時到雍州。憑添両行涙，寄向故園流。
- 〈咸陽城西樓晚眺 〉　許渾

一上高城萬里愁，蒹葭楊柳似汀洲。溪雲初起日沉閣，山雨欲來風滿樓。
鳥下綠蕪秦苑夕，蟬鳴黃葉漢宮秋。行人莫問當年事，故國東來渭水流。
- 〈上皇西巡南京歌十首·其一〉　李白

谁道君王行路难，六龙西幸万人欢。地转锦江成渭水，天回玉垒作长安。

## 渭河沿岸主要城市
甘肃省：定西市、天水市
陕西省：宝鸡市、咸阳市、西安市、渭南市、華陰市

## 延伸阅读
[在维基数据编辑]
 《欽定古今圖書集成·方輿彙編·山川典·渭水部》，出自陈梦雷《古今圖書集成》